# Złocieniec
Złocieniec [zwɔˈt͡ɕeɲet͡s] (tyska: Falkenburg, kasjubiska: Walczembórch) är en stad i nordvästra Polen, belägen i distriktet Powiat drawski i sydöstra delen av Västpommerns vojvodskap. Tätorten har 13 265 invånare och är centralort i en stads- och landskommun med totalt 15 503 invånare (2013).

## Kända invånare
- Otto Neitzel (1852–1920), tysk pianist, kompositör, författare och högskollärare.
- Rudolf Katz (1895–1961), socialdemokratisk politiker.